# Hybolasius laticollis
Hybolasius laticollis är en skalbaggsart som beskrevs av Thomas Broun 1903. Hybolasius laticollis ingår i släktet Hybolasius och familjen långhorningar. Inga underarter finns listade i Catalogue of Life.